# Jan Kochanowski
Jan Kochanowski, född 1530, död 22 augusti 1584, var en polsk författare, Polens mest berömde renässanspoet.
Kochanowski återvände vid sin moders död efter resor och studier i Italien och Frankrike till Polen, där han som arv mottog hälften av ett stort jordagods. 1564-68 var han sekreterare hos kung Sigismund II August, lämnade 1570 hovet och vistades mestadels på sitt gods, dock i med nära förbindelser till Stefan Batory och Jan Zamoyski. Kochanowski skrev utmärkt vers både på latin och polska, och hans produktion är synnerligen mångsidig. Ett ståtligt verk är Kochanowskis polska parafras över Psaltaren (1579), och hans rent personliga poesi har även tagit sig mäktiga uttryck bland annat i en rad gripande sorgekväden såsom Treny (1580). Även politiks satir som Satyr (1564) och munter tillfällighetsdikting som Fraszki (1584). Kochanowskis efterbidling av forngrekiska skådespel som De grekiska sändebudens avfärdande (1577) fick stor betydelse för uppkomsten av polsk teaterlitteratur.